# محله الشرطه
محله الشرطه (به عربی: حي الشرطة) یکی از محله‌های شهر بغداد می‌باشد.